# Emmett Cullen
Emmett Cullen est un personnage de fiction de la saga Twilight de Stephenie Meyer. Il apparaît dans les livres Fascination, Tentation, Hésitation et Révélation, ainsi que dans son roman encore inachevé Midnight Sun, et dans les films Twilight, chapitre I : Fascination, Twilight, chapitre II : Tentation, Twilight, chapitre III : Hésitation et Twilight, chapitres IV et V : Révélation.
Il est le fils adoptif de Carlisle Cullen et d'Esmée Cullen. Il est marié à Rosalie Hale. Physiquement, il est imposant et il a une carrure d'ours. C'est le plus fort des Cullen. Son pouvoir réside dans la force. Il est toujours joueur, rieur, de bonne humeur et prêt pour la bagarre.
C'est Rosalie qui sauva Emmett de l'attaque d'un ours et qui parcourut de nombreux kilomètres afin de prévenir Carlisle pour qu'il puisse le transformer. Emmett est l'un des seuls Cullen qui apprécie d'être un vampire.
Emmett a un rôle plus important à partir d'Hésitation, lorsqu'une armée de nouveau-nés (vampires), créés par Victoria pour venger la mort de son compagnon James (qui avait été tué par les Cullen dans Fascination après avoir traqué et presque tué Bella), attaque la famille pour tuer Bella. Emmett devient dès lors très protecteur envers Bella qu'il adore. Il aime aussi se moquer de sa maladresse légendaire.
Son rôle devient encore plus important dans Révélation  puisque Bella devient officiellement une Cullen et qu'Emmett la considère comme une petite sœur. Il l'aime beaucoup et, à cause de sa transformation, il ne peut plus se moquer de sa maladresse (Bella est immédiatement décrite comme très gracieuse). Il se rabat donc sur ses désirs envers Edward, qu'il considère platoniques, car étant une nouveau-née, elle est censée être obsédée par la soif (nous apprenons par sa bouche la nature de ses rapports sexuels avec Rosalie , violents et presque bestiaux, puisqu'ils ont eux-mêmes cassé plusieurs maisons durant leurs ébats). Il continuera de s'en moquer jusqu'au jour où il perdra un bras-de-fer contre Bella (devenue plus forte que lui à cause de sa jeunesse, les nouveau-nés sont plus forts grâce au sang qu'il reste dans leurs veines mais qui se dessèche au fil d'une année) après avoir parié que s'il perdait, il arrêterait de se moquer et de parler devant tout le monde de la vie sexuelle de Bella.
Emmett adore le grizzly (son repas préféré) et dit que « les grizzlys sont meilleurs quand ils sortent d'hibernation car ils sont plus irritables », par vengeance envers l'ours qui avait failli le tuer lorsqu'il était encore humain. C'est un fan incontesté de la version vampirique du baseball. Il adore vraiment Bella en tant que sœur et il est très amoureux de Rosalie, sa femme (qu'il re-demande en mariage tous les dix ans environ), envers laquelle il est très protecteur comme envers le reste de sa famille. Il est particulièrement proche d'Edward et de Jasper. Il est toujours prêt pour une bagarre et ne fait pas attention aux dangers qui l'entourent. Il fonce tête baissée !
Emmett, en vrai macho, agit puis réfléchit. Il était extrêmement musclé en tant qu'humain, ce qui lui donne, une fois vampirisé, une force clairement plus élevée que la moyenne. Il se range souvent aux opinions de Rosalie.